# Deinokrates

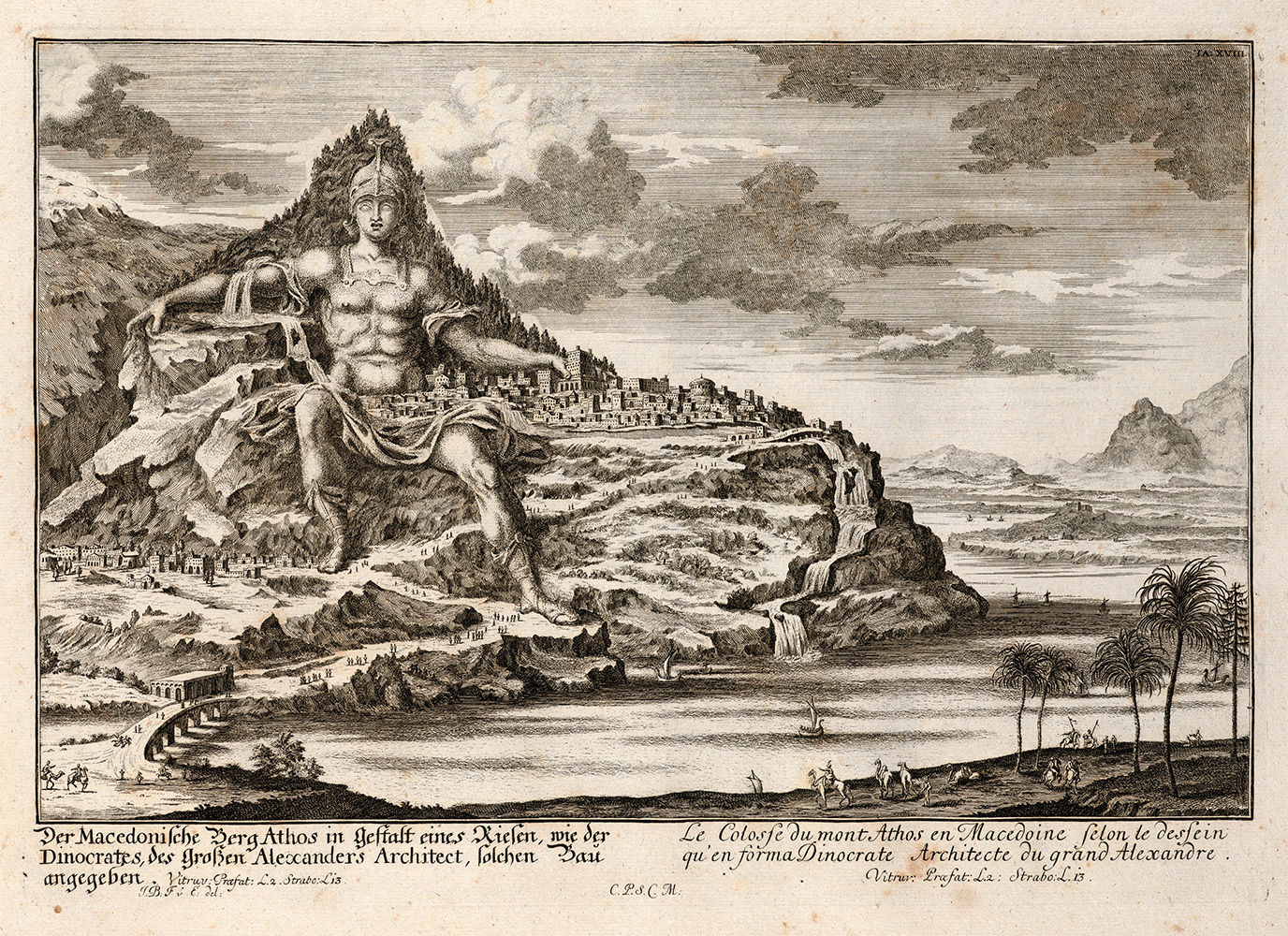
Eine Deinokrates zugeschriebene Monumentalplastik, bei der ein Abbild Alexanders des Großen aus dem Berg Athos herausgemeißelt werden sollte.

Deinokrates (Δεινοκράτης; lateinisch: Dinocrates; in wohl verderbten Quellen auch „Deinochares“) war ein griechischer Architekt zur Zeit Alexanders des Großen. Ob der bei Strabon und anderen überlieferte Architekt „Cheirokrates“ mit Deinokrates gleichzusetzen ist, bleibt unsicher.

## Leben und Werk
Deinokrates stammte vermutlich aus Rhodos. Er war in verantwortlicher Position an der Stadtanlage von Alexandria in Ägypten beteiligt. Weitere Tätigkeiten für Alexander sind nur unsicher bezeugt, so die Errichtung des Scheiterhaufens für Hephaistion und der Wiederaufbau des von Herostratos niedergebrannten Tempel der Artemis in Ephesos. Deinokrates soll Alexander den Plan vorgetragen haben, den Berg Athos zu einer menschlichen Gestalt umzubilden, in der linken Hand mit einer Stadt, in der rechten mit einer großen Schale, in der sich das Wasser aller Flüsse des Bergs sammeln und dann dem Meer zuströmen sollte. Der Plan kam nicht zur Ausführung.
Später soll Deinokrates noch den Tempel der Arsinoë I., der Gemahlin Ptolemaios’ II., mit Magnetstein zu wölben angefangen haben, damit einem Besucher ihr aus Eisen gefertigtes Bild in der Luft zu schwebe.
Angeblich verhinderte aber sein Tod die Ausführung dieses Werkes.

## Literarische Figur
Eine wichtige Figur gleichen Namens tritt in Arno Schmidts Erzählung Enthymesis auf.